# Estádio Juvenal Lamartine
Estádio Juvenal Lamartine – nieistniejący już stadion piłkarski, w Natal, Rio Grande do Norte, Brazylia, na którym swoje mecze rozgrywał klub CDF Esporte e Cultura.
Pierwszy gol: Deão (ABC)

## Historia
28 października 1928 – inauguracja
13 lipca 1946 – instalacja oświetlenia
23 kwietnia 1972 – ostatni mecz na stadionie pomiędzy ABC a América